# Spilosoma gopara
Spilosoma gopara är en fjärilsart som beskrevs av Moore 1859. Spilosoma gopara ingår i släktet Spilosoma och familjen björnspinnare. Inga underarter finns listade i Catalogue of Life.